# Dendropsophus carnifex
La rana de charco (Dendropsophus carnifex) es una especie de anfibios de la familia Hylidae.
Habita en México y posiblemente Colombia.
Sus hábitats naturales incluyen bosques tropicales o subtropicales secos y a baja altitud, montanos secos, pantanos, marismas de agua dulce, corrientes intermitentes de agua, plantaciones, jardines rurales, zonas previamente boscosas ahora muy degradadas, estanques, canales y diques.